# John Bull (skladatel)
John Bull (1562 nebo 1563 - pohřben 15. března 1628 v Antverpách) byl anglický renesanční skladatel, virtuóz ve hře na klávesové nástroje a varhanář.

## Život
Přesné datum ani místo narození Johna Bulla nejsou známy; v různých publikacích je uvedeno několik možných míst ve střední a jižní Anglii nebo Walesu.
V roce 1573 se stal členem sboru katedrály v Herefordu a následujícího roku členem chlapeckého sboru Chapel Royal, kde se též učil hrát na varhany. Později sloužil jako varhaník v Herefordu, od roku 1591 v Chapel Royal. V roce 1592 získal doktorát v oboru hudby na Oxfordu a v roce 1596 se stal po doporučení královny Alžběty I. prvním profesorem hudby na londýnské hudební škole Gresham College.
Měl pověst vynikajícího hráče, improvizátora a skladatele, zároveň se však dostával do sporů se svými nadřízenými a jeho osobní život vyvolával skandály. Gresham College musel opustit v roce 1607 poté, co se stal otcem nemanželské dcery (s její matkou se posléze oženil), a v roce 1613 po obvinění z cizoložství odjel z Anglie do Vlámska. Toto jednání rozhněvalo arcibiskupa z Canterbury i samotného krále Jakuba I., kteří žádali jeho postih i v zahraničí. Pozdvižení časem utichlo, nicméně Bull se do Anglie už nikdy nevrátil. Díky svým přátelům získal nejdříve místo varhaníka v Bruselu a od roku 1615 byl varhaníkem v katedrále v Antverpách, kde se pravděpodobně také setkal s Janem Pietrszoonem Sweelinckem. V Antverpách působil až do své smrti v roce 1628, je pohřben na tamějším hřbitově.

## Dílo
John Bull byl jedním z nejvýznamnějších skladatelů počátku 17. století. Patřil mezi tzv. virginalisty, tedy anglické pozdně renesanční skladatele hudby pro klávesové nástroje (virginál je druh cembala). Několik desítek těchto skladeb se dochovalo ve sborníku Fitzwilliam Virginal Book.
Kolem roku 1612 vyšla první tištěná sbírka skladeb pro klávesové nástroje v Anglii, zvaná Parthenia, do které John Bull přispěl sedmi skladbami. První vydání sbírky bylo věnováno princezně Alžbětě, kterou John Bull učil hudbě, a jejímu snoubenci a pozdějšímu manželovi Fridrichovi Falckému.
Kromě skladeb pro varhany a klávesové nástroje skládal například hymny a kánony. Je také považován za jednoho z možných autorů současné britské hymny God Save the King.